# Министерство природных ресурсов, энергетики и туризма Австралии
Министерство природных ресурсов, энергетики и туризма Австралии ответственно за:
- Энергетическая политика
- Минеральная и энергетическая отрасли, в том числе нефть, газ, и электричество
- Национальный энергетический рынок
- Международные организации, связанные с энергетическими видами деятельности
- Администрация экспортного контроля в отношении необработанных алмазов, урана и тория
- Исследования, наука и технологии в сфере полезных ископаемых и энергоресурсов
- Туризм
- Геодезия, картография, дистанционное зондирование и координация информации о земле
- Управление радиоактивными отходами
- Развитие технологий в сфере возобновляемой энергии
- Энергия чистого ископаемого топлива
- Промышленная энерго-эффективность